# 第29師団 (日本軍)
第29師団（だいにじゅうきゅうしだん）は、大日本帝国陸軍の師団の一つ。

## 沿革
- 1941年(昭和16年)
  - 2月：世界情勢の緊張により戦力向上のため、夏の編成予定を早めて歩兵団司令部と歩兵連隊1コ欠で編成下令[1][2]。
  - 現在欠如部隊は、第29歩兵団司令部に転用予定の歩兵第29旅団司令部(静岡)と歩兵第18連隊(豊橋)で、中支で第3師団隷下で作戦中であった[1][2]。
  - 4月1日：
    - 第14師団歩兵第50連隊(松本)と第16師団歩兵第38連隊(奈良)を編入、その他の兵種部隊は、留守第3師団(名古屋)補充隊で編成[3]。一部欠で師団編成完結。
    - 関東軍戦略総予備師団として遼陽に配備[3]。

  - 7月：関東軍特種演習。戦時部隊に切り替えるため臨時編成を命ぜられた。[4]（ 山砲兵第29連隊には、第11師団山砲兵第11連隊から要員が転属された[5]。）
  - 12月8日：対米開戦。関東軍兵団は静謐保持下令[3]。
- 1942年(昭和17年)
  - 　  ：名古屋 師管より新兵が入隊。（ 歩兵第50連隊には 岐阜県の兵が入隊[6]。）
  - 7月：欠如部隊が支那より来満編合[2][3]。
- 1943年(昭和18年）：在満師団は駐屯体制に一部復員。編成縮小[3]。
- 1944年(昭和19年)
  - 2月10日：南方派遣のため大陸用野戦師団より島嶼戦用海洋師団に編制改正（歩兵連隊= 歩兵大隊×3、砲兵大隊×1、工兵･補給･通信･衛生中隊×各1）[2][7]。東部軍に編入。
  - 2月20日：絶対防衛圏構成のため、中部太平洋（マリアナ）派遣が決定され第31軍（小畑英良中将）編入[2][3]。
  - 2月20日：遼陽を出発し釜山に集結。
  - 2月24日：師団主力が、釜山港を出港。
  - 2月25日：宇品沖（広島）に仮泊し物資を積載。駆逐艦「岸波」･「朝霜」･「沖波」の護衛の下、出航。
  - 2月29日：沖大東島南方200kmにおいて米潜トラウトの雷撃を受け、安藝丸大破（30名散華）･東山丸小破（不発）･崎戸丸が沈没（歩兵第18連隊長・門間健太郎大佐以下2,358名･船員52名･船舶砲兵65名散華：海没後の連隊は、サイパン島で戦力回復。その後、グアムへ移動[2][3]。）。
  - 3月4日 ：
    - 歩兵第38連隊は大宮島に上陸。
    - 当初手筈と異なり歩兵第50連隊がテニアンに[2][3]。
    - 司令部他主力が大宮島で、先着の独立混成第48旅団と共に南部マリアナ地区集団を構成し防衛配備[3]。

  - 6月11日：米軍が大宮島に空襲を開始。飛行場･港湾施設が破壊される。
  - 6月15日：米軍はサイパン島に上陸を開始。
  - 6月21日：軍司令官・小畑英良中将がパラオより大宮島に来着[注釈 1]。
  - 7月8日  ：大宮島に艦砲射撃が開始[注釈 2]。
  - 7月9日  ：サイパン島守備の中部太平洋方面艦隊（南雲忠一中将）、第31軍（井桁敬治少将（軍司令官代理）[注釈 3]）が総攻撃を決行し玉砕。
  - 7月18日：大宮島に本格的な空母機空襲と艦砲射撃が開始[注釈 4]。
  - 7月21日
    - 0700：艦載機による空襲の後、昭和湾、明石湾の２ヶ所からアメリカ軍上陸を開始。[注釈 5]
    - 0730：敵舟艇を海岸近くまで引き付け山砲･速射砲･機関銃を集中し、数十隻を撃破するも米軍の艦砲･空襲により火砲の大半が破壊され、水際陣地が突破され浸透。
    - 牧山（フェンナ）付近に布陣していた戦車第9連隊第1中隊（幸積三中尉）の軽戦車５両を先頭に、歩兵第38連隊主力が、番庄崎東側の橋頭堡正面に総攻撃を開始。
    - 1730：歩兵第38連隊末長連隊長から、高品師団長に決別の電話連絡。本部洞窟内で軍旗を奉焼。
    - 2230：総攻撃を開始。

  - 7月24日：高品彪師団長は戦力の極度の低下に鑑み、明石湾において総反撃を決し「25日2400、総反撃」を下令。
  - 7月26日：0800、敵の激烈な防御砲火、艦砲射撃に阻まれ、総反撃は頓挫。
  - 7月27日：表半島守備隊指揮官･755空司令 楠木中佐は残存兵力を結集し総攻撃を敢行、玉砕。
  - 7月28日：
    - 本田台守備の独立混成第10連隊長･片岡一郎中佐 戦死。
    - 高品師団長が陣地移動中に的野高地(マカジナ)中腹で戦死。
    - 軍司令官･小畑中将が代わって指揮を継承。徒歩で又木山（マタグアック･大宮島北端）に向かう。
    - 生存者は本田台南側谷地、的野高地付近から逐次、折田に集結。
    - 春田山に左翼隊集成3コ中隊、平塚に右翼隊集成5コ中隊を配置（軍参謀長･田村義冨少将指揮）、米軍の拒止に努め、重傷者を後送。

  - 7月31日：艦砲射撃と航空機に支援された米軍は北方に指向し明石市、次いで南下を開始し品川、折田西部に侵攻。
  - 8月2日  ：春田山に戦車を伴う米軍が侵攻。
  - 8月3日  ：
    - 平塚に戦車を伴う米軍が侵攻。 火砲全損。将兵も大損害を受け防御線が突破される。
    - 軍は多久井岬の線で敵を拒止すべく部隊を右翼隊（藤井少佐指揮250名）･中央隊（佐藤少佐指揮400名）･左翼隊（大川少佐指揮250名）に再編。
    - 武器弾薬の欠乏、さらに水不足のなか敵の侵攻阻止にあたる。

  - 8月6日  ：中央隊守備の里井、右翼隊守備の宇久井陣地も突破される。
  - 8月7日  ：敵は高原山、又木山に浸透。
  - 8月9日  ：
    - 米軍戦車50両が軍司令部の又木山前面に侵攻。
    - 対戦車装備を持たない軍は苦戦。
    - 小畑中将は兵力の激減に鑑み11日黎明を期して総攻撃を決意。

  - 8月10日：敵戦車の攻撃に又木山の防御線が突破され、司令部も敵の攻撃に晒されるが、敵は夜半に一旦集結地に後退。 生存者約300名は司令部壕に集結。
  - 8月10日：小畑中将は大本営に決別電を打電。
  - 8月11日
    - 0000：通信機を破壊し、重要書類を焼却。
    - 0700：米軍戦車が再び侵攻を開始。戦闘指揮中に作戦参謀･橋田精中佐が戦死。
    - 1435：小畑軍司令官･田村義冨参謀長は司令部壕内において拳銃で自決。 組織的な抵抗が終了（グアムの戦い）。

  - 8月12日：敵は又木山東側道路を突破、北島角方面に侵攻。
  - 8月13日：白浜海岸を見下ろす台端に達し、大宮島守備隊は玉砕。 生存者はなおも密林に籠もって継戦。

## 終戦後
- 1945年（昭和20年）年9月15日：第29師団参謀･武田英之中佐以下1,000名が米軍に正式投降（守備隊総員20,810名、19,135名散華、1,305名生還）。
- 1972年（昭和47年）2月2日：歩兵第38連隊の補給中隊所属の横井庄一軍曹が現地人に発見され、帰還。

## 師団概要

### 歴代師団長
- 上村利道 中将：1941年4月1日 - 1943年10月29日[8]
- 高品彪 中将：1943年10月29日 -  1944年7月28日 戦死

### 参謀長
- 岡部英一 大佐：1941年4月1日 - 1944年7月26日 戦死[9]

### 編成時
- 第29歩兵団司令部（欠）
  - 歩兵第18連隊（欠）：
  - 歩兵第38連隊（奈良）：
  - 歩兵第50連隊（松本）：
- 騎兵第29連隊（名古屋）：
- 山砲兵第29連隊（名古屋）：
- 工兵第29連隊（名古屋）：
- 輜重兵第29連隊（名古屋）：
- 第29師団通信隊（名古屋）：
- 第29師団衛生隊：
- 第29師団兵器勤務隊：
- 第29師団第1野戦病院：
- 第29師団第2野戦病院：
- 第29師団第4野戦病院：
- 第29師団病馬廠：
- 第29師団防疫給水部：

### 最終所属部隊
- 歩兵第18連隊（豊橋→名古屋）：大橋彦四郎大佐
- 歩兵第38連隊（奈良→静岡）：末長常太郎大佐
- 歩兵第50連隊（松本→岐阜）：緒方敬志大佐
- 第29師団戦車隊：佐藤秀夫少佐
- 第29師団輜重隊：洞下国吉中尉
- 第29師団海上輸送隊：藤井貞寿中佐
- 第29師団通信隊：須田保大尉
- 第29師団兵器勤務隊：亀井秀次中尉
- 第29師団経理勤務部：水谷松男中佐
- 第29師団野戦病院：森本和雄中佐
- 第29師団防疫給水部：立村弘造少佐